# Desonorizzazione finale
La desonorizzazione finale o indurimento delle consonanti finali, oppure in tedesco Auslautverhärtung, è un processo fonologico sistematico in cui si ha la perdita di sonorità delle occlusive sonore in finale di sillaba.
Il fenomeno si verifica particolarmente nel tedesco, in ceco, in polacco, in russo, bulgaro, turco, olandese, friulano e nel francese antico.

## Caratteristiche
La desonorizzazione finale è dunque un tipo di modificazione fonetica osservata in certe lingue, che consiste nel pronunciare sistematicamente le consonanti come sorde in finale di parola, mentre esiste peraltro un contrasto regolare tra consonanti sorde e sonore nel sistema della lingua in questione.
Dal punto di vista della fonetica articolatoria, il fenomeno si spiega a causa di un'interruzione anticipata della vibrazione delle corde vocali alla fine di un enunciato. Dato che la sonorità delle consonanti riposa precisamente sulla presenza di queste vibrazioni, ne risulta che le consonanti vengono trasformate da sonore a sorde.
Dal punto di vista della fonologia, si tratta di una neutralizzazione in posizione finale del tratto di sonorizzazione che oppone i fonemi sordi e sonori a vantaggio di un arcifonema sordo. Essa conduce ad alternanze morfofonologiche regolari tra allomorfi in finale sorda e sonora.
La desonorizzazione finale si osserva per esempio nell'occitano e nel catalano, e una volta nell'antico francese; in molte lingue germaniche: tedesco, olandese, afrikaans e frisone; nella maggioranza delle lingue slave; nel bretone; particolarmente nel turco.
Il contrasto di sonorità di cui sopra deve intendersi in senso lato: nella fonetica articolatoria, la distinzione delle due serie di consonanti, basate sulla vibrazione o meno delle corde vocali, può accompagnarsi a una differenza di tensione consonantica, vale a dire, la forza con la quale si articola la consonante. In alcune lingue, come spesso in quelle germaniche, la differenza di tensione può diventare dominante in confronto a quella della sonorità. Si continua, comunque, a parlare sovente di desonorizzazione, benché il termine di indurimento possa essere il più adatto.
Secondo le lingue in questione, questo fenomeno può o meno tradursi nell'ortografia.

## Nelle lingue romanze
L'antico francese conosceva la desonorizzazione finale, che poteva comparire nello scritto ma non in modo sistematico. È particolarmente evidente nella derivazione lessicale:
- corp o corb ~ corbel (« corbeau » it. corvo,  nei due casi)
- vert ~ verdoier
- lonc o long ~ longuet
- nuef ~ novel (« neuf » ~ « nouveau », it. nove, nuovo)
- crois ~ croisier (« croix » ~ « croiser » it. croce, incrociare)

La desonorizzazione finale è scomparsa dal francese moderno, in seguito alla caduta della maggior parte delle antiche consonanti finali e all'amuïssement (ammutolimento) della e caduca, esponendo così tutta una serie di nuove consonanti finali, sia sorde che sonore. Rimane comunque qualche traccia nell'alternanza morfologica di f e v (per esempio tra neuf e neuve, vif e vive) e nella liaison, allorché fa riapparire le antiche occlusive, le quali restano sorde (per esempio con la liaison [t] in grand homme, prend-il e in modo marginale nella liaison in [k], oggi obsoleta come in sang impur, long étang, relegata a una dizione tradizionale). In compenso, le fricative sono sonore nella liaison, come in quella ordinaria in [z] (es. gros homme, deux enfants) o di quella rara in [v] in alcune espressioni coagulate (neuf heures, neuf ans). Nella pronuncia di six e dix, la [s] sorda finale nella pausa si sonorizza in [z] nella liaison.
L'occitano, nei dialetti che conservano le consonanti finali nella pronuncia, osserva la sonorizzazione finale, che si ritrova nell'ortografia della norma classica dell'occitano. Si manifesta per esempio nel maschile di numerosi nomi e aggettivi ai quali corrispondono dei femminili con consonante sonora (essendo la sonorizzazione conservata tramite l'aggiunta di una a):
- lop /lup/ « loup » (it. lupo) ~ loba /ˈlubɔ/ « louve » (it. lupa)
- polit /puˈlit/ « joli » (it. bello) ~ polida /ˈpuˈlidɔ/ « jolie » (it. bella)
- amic /aˈmik/ « ami » (it. amico) ~ amiga /aˈmiɡɔ/ « amie » (it. amica)
- freg /fret͡ʃ/ « froid » (it. freddo) ~ freja /ˈfred͡ʒɔ/ « froide » (it. fredda)
- nus « nu » (it. nudo) /nys/ ~ nusa /ˈnyzɔ/ « nue » (it. nuda)

Fa eccezione la consonante /v/ che si vocalizza in posizione finale, formando dittongo con la vocale precedente, piuttosto che diventare sorda: nòu « neuf »  (it. nove) /ˈnɔu/ ~ nòva /ˈnɔvɔ/ « neuve » (it. nuova).
Il catalano conosce un fenomeno similare, complicato tuttavia da una regola supplementare riguardante la lenizione delle occlusive sonore in spiranti tra vocali. Sistematicamente l'ortografia delle consonanti finali non ne tiene conto e si basa su principi più etimologici. Qualche esempio:
- corb /koɾp/ « fr. courbe  (m.)» (it. curvo) ~ corba /ˈkoɾbə/ « courbe (f.) » (it. curva)
- tub /tup/ « tube » (it. xxx) ~ tuba /ˈtuβə/ « tuba, trompe » (it. tuba, tromba)
- llop /ʎop/ « loup » (it. lupo) ~ lloba /ˈʎoβə/ « louve » (it. lupa)
- verd /bɛɾt/ « vert » (it. verde) ~ verda /ˈbɛɾdə/ « verte f.» (it. verde)
- fred /frɛt/ « froid » (it. freddo) ~ freda /ˈfrɛðə/ « froide » (it. fredda)
- perdut /pəɾˈdut/ « perdu » (it. perduto) ~ perduda /pəɾˈduðə/ « perdue » (it. perduta)
- llarg /ʎaɾk/ « long » (it. lungo) ~ llarga /ˈʎaɾɡə/ « longue » (it. lunga)
- càstig /ˈkastik/ « punition, châtiment » (it. punizione, castigo) ~ castigar /kəstiˈɣa/ « punir, châtier » (it. punire, castigare)
- amic /əˈmik/ « ami »  (it. amico) ~ amiga /əˈmiɣə/ « amie » (it. amica)
- lleig /ʎet͡ʃ/ « laid »  (it. brutto)~ lletja /ˈʎed͡ʒə/ « laide » (it. brutta)
- roig /rɔt͡ʃ/ « rouge (m.) » (it. rosso) ~ roja /ˈrɔʒə/ « rouge (f.) » (it. rossa)
- francès /frənˈsɛs/ « français » (it. francese) ~ francesa /frənˈsɛzə/ « française » (it. francese)

La regola di vocalizzazione della v finale vi è ugualmente attiva: blau /blau̯/ « bleu » (it. blu) ~ blava /ˈblavə/ « bleue » (it. blu).

## Nelle lingue germaniche
La storia del fenomeno della desonorizzazione nel contesto delle lingue germaniche occidentali non è del tutto chiara, ma la scoperta di un'iscrizione runica risalente all'inizio del V secolo mostra già la desonorizzazione, suggerendone la sua origine franca. La desonorizzazione finale si ebbe inoltre nell'antico francese sotto l'influenza di quella franca.

### Tedesco
In tedesco, la desonorizzazione finale delle occlusive e fricative sonore è una regola fonologica fondamentale e, per l'osservatore inesperto, una delle caratteristiche più salienti dell'« accento tedesco ». Diamo qualche esempio della declinazione dell'aggettivo, nei quali viene a contrapporsi una forma nel finale desonorizzata e un'altra dove l'aggiunta di un suffisso permette il mantenimento della consonante sonora:
- lieb /liːp/ ~ liebe /ˈliːbə/ « caro »
- hold /hɔlt/ ~ holde /ˈhɔldə/ « grazioso »
- klug /kluːk/ ~ kluge /ˈkluːɡə/ « intelligente »
- brav /bʁɑːf/ ~ brave /ˈbʁɑːvə/ « gentile, bravo »
- hilflos /ˈhɪlfloːs/ ~hilflose /ˈhɪlfloːzə/ « impotente »

La regola è generale e si applica anche ai prestiti linguistici: job /ʤɔp/ « lavoretto, lavoro »  ~ jobben /ˈʤɔbǝn/ « fare dei lavoretti ». L'ortografia non ne tiene conto e viene mantenuta la consonante sonora, preservando così l'unità visiva delle parole nella loro flessione.
Nelle varietà meridionali tedesche il contrasto tra occlusive omorganiche è piuttosto un contrasto di fortis e lenis che un'opposizione di suoni sordi e sonori. Tuttavia, il termine desonorizzazione può essere ingannevole, dal momento che la sonorità è solo un tratto opzionale delle occlusive lenis tedesche. Similmente, il termine tedesco per il fenomeno, Auslautverhärtung, non si riferisce a una perdita di sonorità ed è meglio tradotto come 'indurimento' o 'fortizione finale'. Ciò nondimeno, il fenomeno tedesco è simile alla desonorizzazione finale in altre lingue in cui l'opposizione tra i due diversi tipi di occlusive scompaiono alla fine delle parole. Le varietà del tedesco settentrionale e molte pronunce del tedesco standard fanno comunque distinzione tra occlusive sonore e sorde. Ecco alcuni altri esempi:
- Laub 'fogliame', pronunciato [laʊ̯p]
- Rad 'ruota', pronunciato [raːt]
- Zug 'treno', pronunciato [t͡suːk]

### Olandese
L'olandese segue la stessa regola fonologica.  Tuttavia, considera parzialmente la desonorizzazione finale nella sua ortografia: v e z sono regolarmente cambiati in f e s in fine di morfema. Al contrario i suoni b, d, g non vengono sostituiti dai loro equivalenti sordi p, t e ch. Diamo qualche esempio della formazione del plurale:
- rib /rɪp/ « costa » ~ pl. ribben /ˈrɪbə(n)/
- hand /hɑnt/ « mano » ~ pl. handen /ˈhɑndə(n)/
- dief /diːf/ « ladro » ~ pl. dieven /ˈdiːvə(n)/
- huis /hœʏ̯s/ « casa » ~ pl. huizen /ˈhœʏ̯zə(n)/
- dag /dɑx/ « giorno » ~ pl. dagen /ˈdaːɣə(n)/

### Afrikaans
L'afrikaans, sviluppatosi nel Sudafrica a cominciare dall'olandese, ne ha ereditato le regole; tuttavia, nella sua evoluzione avendo eliminato le consonanti z e ɣ, la norma resta limitata ai primi tre casi presentati precedentemente.
Nell'afrikaans, come nell'olandese, la desonorizzazione finale si ha in omofoni come hard (ing. 'hard', duro) e hart (ing. 'heart', cuore.) come pure le differenze nei suoni consonantici tra le forme singolare e plurale dei nomi (vedi la sezione olandese), per esempio golf-golven (olandese) e golf-golwe (Afrikaans) per 'onda-onde'.

### Frisone
Il frisone comporta la stessa regola di desonorizzazione finale delle occlusive e fricative, sviluppatasi di recente, ma assente in alcuni dialetti frisoni settentrionali.

### Inglese
L'inglese e le lingue scandinave non conoscono la desonorizzazione finale. Lo yiddish discende dai dialetti del medio alto tedesco, che lo usavano, ma la sua evoluzione l'ha fatta scomparire, dimodoché lo yiddish oppone in finale nuove consonanti sorde e sonore.
L'inglese, dunque, non ha la desonorizzazione finale del tipo che neutralizza i contrasti fonemici; così come bad e bat sono distinti nella maggior parte degli accenti inglesi. Tuttavia le occlusive sonore in inglese sono desonorizzate in una certa misura in posizione finale, specialmente in finale di frase o seguite da una consonante sorda (per esempio, bad cat [bæd̥ kʰæt]). La distinzione più notevole tra bad e bat non è la sonorizzazione della consonante finale, ma piuttosto la durata della vocale e la glottalizzazione della /t/ finale: bad viene pronunciato [bæːd̥], mentre bat [bæˀ(t)].

## Nelle lingue slave
La maggior parte delle lingue slave moderne praticano la desonorizzazione finale, tranne l'ucraino e le diverse forme del diasistema slavo del centro-sud (croato, bosniaco, serbo e montenegrino). Le ortografie non ne tengono conto, indicando la consonante sorda o sonora sottostante morfofonologicamente.
Nei gruppi di parole, i trattamenti fonetici possono variare. Nel russo, la desonorizzazione si produce davanti a vocale o sonante: кровь /krɔfʲ/ « sangue » ~ кровь идёт /ˈkrɔfʲɪˈdʲɔt/ « il sangue cola », народ /nɐˈrɔt/ « popolo » ~ народ любит /nɐˈrɔtˈlʲubʲɪt/ « il popolo ama ».
In polacco, esistono due varianti, quella di Varsavia che usa la sorda come fa il russo (ród /rut/ « gente » ~ ród ludzski /ˈrutˈlut͡ski/ « genere umano », bok /bɔk/ « lato » ~ bok lewy /ˈbɔkˈlɛvɨ/ « lato sinistro »); e quella di Cracovia che, al contrario,  neutralizza il contrasto della desonorizzazione a vantaggio della sonorizzazione: ród /rut/ ~ ród ludzski /ˈrudˈlut͡ski/, bok /bɔk/ ~ bok lewy /ˈbɔɡˈlɛvɨ/.

## Nel bretone
Nel bretone, le occlusive e fricative sonore si desonorizzano sistematicamente nel finale assoluto, vale a dire alla fine di una parola collocata a fine sintagma - che comprende le parole citate isolatamente, per es.: bagad /ˈbɑːɡat/ « truppa », laezh /lɛːs/ « latte ».
Si desonorizzano ugualmente davanti a una consonante sorda, per assimilazione regressiva della sonorità. Es.: ur bagad kaer /ørˈbɑːɡatˈkaer/  « una bella truppa », laezh trenk /lɛːsˈtrɛ̃ŋ/ « del latte rovesciato ».
In compenso si mantengono in contesto sonoro, vale a dire quando sono seguite da un'altra consonante sonora o da una vocale. Es.: ur bagad bihan /ørˈbɑːɡadˈbiãn/ « una piccola truppa », laezh ar vuoc'h /ˈlɛːzarˈvyɔx/ « il latte di vacca ».

## Nel turco
Il turco le occlusive e le affricate in posizione finale sono ammesse soltanto sorde (/p/, /t/, /t͡ʃ/ e /k/, scritte p, t, ç, k). Quando si aggiunge un suffisso iniziante per vocale, esse si sonorizzano (oppure no) in /b/, /d/, /d͡ʒ/ e /j/, scritte rispettivamente b, d, c, ğ (in quest'ultimo caso, vi è anche lenizione); si tratta di un fonema di alternanza consonantica, che può essere chiarito dalla formazione dell'accusativo. Il fenomeno è regolare nei polisillabi:
- kitap « libro » ~ acc. kitabı
- damat « genero » ~ acc. damadı
- ağaç « albero » ~ acc. ağacı
- ayak « piede » ~ acc. ayağı

Per i monosillabi dipende dalla parola:
- dip « fondo » ~ acc. dibi ma tüp « tubo » ~acc. tüpü
- ad « nome » ~ acc. adı ma at « cavallo » ~ acc. atı
- taç « corona » ~ acc. tacı ma haç « crocifisso » ~ acc. haçı
- çok « molto» ~ acc. çoğu ma kök « radice » ~ acc. kökü

La desonorizzazione finale turca non colpisce le fricative:
- ev « casa » ~ acc. evi
- göz « occhio » ~ acc. gözü

L'ortografia generalmente tiene conto del fenomeno nelle parole propriamente turche. Negli anni 1950 esisteva un tipo di ortografia in cui si scrivevano come sonore le consonanti finali sottomesse all'alternanza, senza naturalmente che la pronuncia ne fosse influenzata. Questa pratica non si è mai imposta. Nei prestiti linguistici tuttavia, le occlusive sonore etimologiche poste alla fine potevano conservarsi nello scritto, ma nella pronuncia corrente venivano realizzate come sorde.

## Lista di lingue con desonorizzazione finale
- afrikaans
- armeno (per le occlusive)
- bulgaro
- catalano
- coloniano
- ceco
- olandese
- inglese antico e inglese medio (per le fricative)
- estone (per le occlusive)
- faroese
- francese antico (conservato in alcune flessioni del francese moderno come -if vs. -ive)
- georgiano (per le occlusive)
- tedesco
- greco moderno (pre-katharevousa; non più strettamente applicata)
- islandese
- coreano
- ladino
- limburghese (per z, g e v)
- lombardo
- lussemburghese
- macedone
- maltese
- mongolo (per le occlusive)
- occitano
- piemontese
- polacco
- romancio
- russa
- slovacco
- sorabo
- tok pisin
- turco (per le occlusive)
- veneto (solo in bellunese)
- yaghnobi